# Jean Chrétien Baud (1853-1918)
Jean Chrétien baron Baud (Arnhem, 3 juli 1853 – Amsterdam, 18 mei 1918) was een Nederlands jurist.
Hij was de kleinzoon van de gelijknamige staatsman Jean Chrétien Baud die zich vanaf september 1858, nog geen jaar voor zijn overlijden, baron mocht noemen. Hij was de vader van hofdienaar mr. Jean Chrétien baron Baud (1893-1976).
In zijn geboorteplaats Arnhem zat hij op de Latijnse school voor hij rond 1871 naar de Rijksuniversiteit Leiden ging waar hij in 1877 promoveerde tot docter in de rechten. Zijn proefschrift dat in hetzelfde jaar verscheen bij de Leidse uitgever Somerwil had als titel "De onsplitsbaarheid der bekentenis in het burgerlijk recht : aanteekening op art. 1961 B.W." Hierna ging mr. J.C. Baud werken bij het Openbaar Ministerie (OM). Hij heeft in Amsterdam en/of Alkmaar gewerkt als griffier, procureur-generaal, officier van justitie en advocaat-generaal voor hij in 1903 benoemd werd tot procureur-generaal bij het gerechtshof in Amsterdam.
In 1909 had hij de eer benoemd te worden tot lid van de voogdijraad over het in dat jaar geboren kroonprinsesje Juliana. Een jaar later was hij kandidaat voor het burgemeesterschap van Amsterdam wat uiteindelijk naar Antonie baron Röell ging die tot dan burgemeester van Arnhem was.
Naast zijn werk bij het OM had Baud ook tal van nevenfuncties. Zo was hij vanaf 1906 een van de curatoren van de Universiteit van Amsterdam en verder was hij directeur van de "Oostersche Handel en Reederijen" en commissaris van de H.IJ.S.M., De Nederlandsche Bank en de Nationale Hypotheekbank.
Nog voor hij met pensioen kon gaan overleed hij in mei 1918 op 64-jarige leeftijd. Zijn bibliotheek werd in 1922 geveild.